# Вяткин, Борис Петрович
Бори́с Петро́вич Вя́ткин (1913—1994) — советский артист цирка, клоун. Народный артист РСФСР (1980).

## Биография
Родился 19 апреля (2 мая) 1913 года в Пензе. С 1930 года начал работать униформистом в Новосибирском цирке, уже в 1932 году выступал в цирке акробатом, гимнастом, жонглёром и музыкальным эксцентриком, с 1937 года начал работать ковёрным клоуном. Во время Великой Отечественной войны участвовал во фронтовых цирковых бригадах. Получил контузию. С 1947 года начал работать в Ленинградском цирке, где проработал более одиннадцати лет.
В последующее время, Борис Вяткин много работал в Московском цирке на Цветном бульваре, сотрудничая с режиссёром Марком Местечкиным.
Репризы Бориса Вяткина отличались живостью, непосредственным контактом со зрителями, вовлечением их в клоунаду. Подчас, его клоунады отражали злободневность того или иного вопроса. Постоянными партнёрами его клоунад были многочисленные собачки Манюни. Имя Манюня придумал сам Борис Вяткин. Оно так понравилось зрителям, что всех своих собачек клоун называл только Манюнями. Одной из самых известных и смешных его реприз считалась «Мясной склад», где осёл изображал директора склада, а собачки Манюни — ворующих сторожей.
В 1975 году Борис Вяткин написал книгу «Жизнь клоуна», в которой рассказал о своём творчестве и о том, в чём секреты успеха клоуна у зрителей с его точки зрения.
Умер 2 января 1994 годa. Похоронен в Санкт-Петербурге на Большеохтинском кладбище.
Сын — Борис Борисович Вяткин (1949—2009), выступал в цирке в качестве силового жонглёра.

## Актёрские работы
- 1953 — Арена смелых
- 1954 — Укротительница тигров — Клоун с собачками
- 1983 — Цирк нашего детства — камео

## Награды и премии
- Заслуженный артист РСФСР (04.03.1954)
- Народный артист РСФСР (14.02.1980)
- Орден Отечественной войны II степени (03.09.1944)
- Орден «Знак Почёта» (09.10.1958)[2]
- Медаль «За боевые заслуги» (03.02.1944)